# 高橋圭一
高橋 圭一（たかはし けいいち、6月23日 - ）は、日本の男優、声優、歌手、ナレーター、ボイストレーナー。所属フリー。株式会社ARTEMIZE代表取締役。神奈川県横浜市出身。

## 経歴・人物
- 俳優プロダクションジールアソシエイツで演劇を勉強。その後JAE（旧JACジャパンアクションクラブ）に移籍し殺陣とアクションを学ぶ。
- 声優プロダクションぷろだくしょんバオバブ[1]に所属し14年間在籍。2016年3月1日よりスターダストプロモーション所属[2]。2018年4月からフリー。
- テレビ・Vシネマなどの映像系を畑に、舞台俳優としても活動していた。現在は声優・ナレーター業を中心に講師としても活動している。
- 大学在学時から音楽活動も行っており、ローカル局やスカイパーフェクTV!でライブ出演もしている。音楽大会での優勝経験も持つ。
- 声優音楽ユニットLaylaのサウンドプロデューサー・コーラス＆ドラムス。2009年9月解散。
- 声優音楽集団CERASUS VOCALIST WORKS（セラサスボーカリストワークス）を主宰。
- ミュージックスクールや自宅ルームスタジオでボイトレ・声優演技などを指導している。
- 2016年4月法人化し株式会社ARTEMIZE（アルテマイズ）を設立。
- 2019年5月1日横浜反町駅前に完全禁煙カフェ・バー「YOKOHAMA SHIELD」を開店。

## 出演
太字はメインキャラクター。

### テレビアニメ
2005年
- ガン×ソード（ボディガード 他）

2006年
- いぬかみっ!（ボクサー、マッチョ）
- NARUTO -ナルト-（星の里の忍たち、武芸者、木ノ葉の暗部）

2007年
- 風のスティグマ（地術士）
- CLANNAD -クラナド-（男子生徒）
- CODE-E
- 地獄少女 二籠（キャスター）
- School Days（古文教師）
- 地球へ…（管制官）
- NARUTO -ナルト- 疾風伝（警邏忍者）

2008年
- ケロロ軍曹（村人）
- 西洋骨董洋菓子店〜アンティーク〜（店主）
- Mission-E（ハッカー）

2009年
- うみものがたり 〜あなたがいてくれたコト〜（観光客）
- かなめも（男性客）
- ケロロ軍曹（住人）
- バトルスピリッツ 少年激覇ダン（カードバトラーD）
- 東のエデン（AKX20000）
- BLEACH（藤堂為左衛門、死神B、幹部A）
- 名探偵コナン（男）

2010年
- 刀語（店主）
- 薄桜鬼（役人）

2016年
- orange（現国教師）

### ゲーム
2005年
- クラッシュ・バンディクー がっちゃんこワールド（ヘルプ案内、チック）

2006年
- R2BEAT ※楽曲提供
- We Are*（北社肇）
- 鬼魂
- 龍が如く2

2007年
- THE BATTLE OF 幽☆遊☆白書 〜死闘!暗黒武術会〜 120%フルパワー（妖怪L）

2009年
- タワー オブ アイオン

2013年
- タイニー×マシンガン

2014年
- ブキガミ（エイム）

### 吹き替え
- LAW&ORDER:TRIAL BY JURY（ジャクソン）
- iCarly
- 愛なんていらない（オ代表）
- ア・グッド・イヤー プロヴァンスからの贈りもの
- あの頃ペニー・レインと
- 嵐が丘
- ある素敵な日」（ハヌル父）
- インクレディブル・ハルク (映画)（ファーガソン博士）
- インパクト・ゼロ（ラミレス）
- インファナル・アフェア 無間序曲
- エデンの東（毒蛇）
- おさるのジョージ
- オンエアー（テグ）
- 帰らない日々（カンビズ）
- カヴァルケード（エドワード）
- 風と共に去りぬ（バーク）
- キャプテン・アメリカ/ウィンター・ソルジャー（ジャック・ロリンズ）
- キャンプ・ロック（アンディ）
- キンキーブーツ
- クリミナル・マインド2 FBI行動分析課（SWAT隊長）
- グレイズ・アナトミー 恋の解剖学（第2シーズン）（サミュエル、バーマ）
- コアラのいたずらキッチン（ベルナール）
- ザ・ペンギンズ from マダガスカル
- ザ・ホスピタル
- THE MENTALIST メンタリストの捜査ファイル
- サタンクロース（ポッツ）
- サマンサ Who?
- 6AM（カイ）
- ゾンビナース（ニック）
- 始皇帝烈伝 ファーストエンペラー（李斯）
- シャギー・ドッグ
- ジャンパー（捕獲ジャンパー・イタリア人刑事）
- ジョンQ（ナイジェル）
- ジョージアルール（トロイ）
- スターゲイト YEAR7（ロナン）
- ステート・ウイズイン 〜テロリストの幻影〜（ハッサン・カーン）
- スネーク・フライト（ハリス）
- スパイダーマン3
- スポットライト（キム記者）
- ゼア・ウィル・ビー・ブラッド
- 清風明月（ソ）
- チャームド 〜魔女3姉妹〜シーズン6
- 超酔拳（フレッド）
- チング 〜愛と友情の絆〜
- 沈黙の追撃（オハーン）
- デッドマン・ウォーキング（ゴーリング）
- デンジャラスな妻たち（バリー）
- 24 -TWENTY FOUR- シーズン5（カークランド大将、ティム・ルーニー軍曹）
- 24GUNS（ジョン）
- Dr.HOUSE（シンプソン）
- Dr.HOUSEシーズン2（シンプソン・ロナルド）
- Dr.HOUSEシーズン3（デレク）
- Dr.HOUSEシーズン4（ヘンリー）
- ドラゴン・スクワッド（ジョー）
- トランスポーター3 アンリミテッド
- ナイト ミュージアム（タクシー運転手）（ルイス）
- 夏物語
- 2012（サーシャ）
- ネプチューン（レディング）
- ハーパーズ・アイランド 惨劇の島
- 爆裂都市（マルコ）
- ヴァニシング・チェイス（アンドレ）
- PaPa（カン記者）
- 花嫁はギャングスター（ヒラメ）
- ハンコック（重役）
- ビクトリアス
- 卑劣な街
- ファンタスティック・カップル
- プテラノドン（バスタス）
- ブラックホール（ヘンドリックス）
- Prince&Princess
- フレンチなしあわせのみつけ方
- ホワイトカラー
- MAD MEN（カールトン）
- Mr.&Mrs. スミス
- 密告者（英語版）（クーロン刑事）
- ミディアム 霊能者アリソン・デュボア
- ミディアム3 霊能者アリソン・デュボア
- ミラクル7号
- メモリー・キーパーの娘
- Melissa P.（マイセルフ）
- Uボート 最後の決断（クーパー）
- ルーニー・テューンズ・ショー（シンガー）
- レイブン 見えちゃってチョー大変!
- レバレッジ 〜詐欺師たちの流儀シーズン1〜5（エリオット・スペンサー（クリスチャン・ケイン））
- 恋愛の目的

### ボイスオーバー
- アニマルプラネット ドタバタわんちゃん保育園
- ディスカバリーチャンネル I Shouldn't BE Alive〜絶体絶命の体験〜
- テレビ東京 ハリウッド超大作映画公開直前特別番組 今夏話題作!驚異の『デイ・アフター・トゥモロー』に迫る!!（ローランド・エメリッヒ監督）

### ナレーション
- ダーツDVD
- ドキュメンタリー「鳴子の米」
- TOTO店頭PV
- 中学生通信教育教材動画

### ドラマCD
- Layla's Story 白雪天使
- 月光仮面
- あらしのよるに
- キミキス
- クロム・ブレイカー（NO.7）
- サンタクロースの宅配便楽曲提供
- 灼熱の夜に抱かれて
- 願い叶えたまえIII
- フラワー・オブ・ライフ（尾崎）
- Layla's Fantasy（ケイ）

### 音楽CD
- FOR-SIDE BE オムニバス「ヤンキートランス仏恥義理」15曲中12曲
  - 楽園
  - 英雄にあこがれて
  - 少年の詩
  - ロクデナシ
  - てんやわんやですよ
  - 表参道軟派ストリート
  - 眠れない夜
  - DO IT
  - Drive on シャカリキカリキのROCK’N ROLL Is 大好き！
  - いかしたDANCE TONIGHT
  - 沖縄ベイブルース
  - 裏切り者の旅
- FOR-SIDE BE オムニバス「ヤンキートランス横浜銀蠅編」19曲中4曲
  - Drive OnシャカリキカリキのRock'n Roll is大好き！
  - いかしたDance Tonight
  - お前にピタッ！
  - 哀愁のワインディングロード
- like a bird/Last
- Lovers
- Dreamin'
- Laylaとして活動
  - 久遠〜kuon〜
  - 風の翼
  - 無垢の花
  - Ulca〜風になった少女〜
  - フルアルバム『Gift』
  - like a little bird/moon
  - 2ndミニアルバム『End of Sorrow』
  - マフラー

### テレビドラマ
- 月曜ドラマスペシャル『誰かが私を愛してる』
- 略奪愛・アブない女
- 不機嫌な果実
- スウィートシーズン
- ラブジェネレーション
- NHK大河ドラマ 武蔵 MUSASHI（牢人伊助）
- 土曜ワイド劇場『虚恨』（SP）
- Stand Up!!（ミュージシャン）
- TBSドラマスペシャル『ラブ** ジャッジ』（SP）

### Vシネマ
- 誘拐の罠（主演** 安達芳雄）

### 舞台
- 劇団魔印D プロデュース公演『BASARA』（百鬼斎役）
- 七色いんこ（隆一役）

### 作曲
- 声優音楽ユニット「Layla」 全18曲
- CERASUS VOCALIST WORKS ユニット「リミテッドエディション」1stライブ挿入歌
- 園崎未恵2ndミニアルバム「Tales」楽曲提供「Like a little bird」
- バオバブドラマCDサンタクロースの宅配便 楽曲提供 全BGM
- ゲーム R2BEAT 楽曲提供「Dreamin'」「Ulca〜風になった少女〜」「Like a little bird」
- ゲーム 鬼魂（イントロダクションムービー曲）
- 舞台『七色いんこ』（BGM** エンディングテーマ）

## ライブ
- CERASUS Brilliant Flowers Vol.1
- CERASUS Brilliant Flowers Vol.2
- CERASUS Brilliant Flowers Vol.3
- CERASUS Brilliant Flowers Vol.4
- CERASUS Brilliant Flowers Vol.5
- CERASUS Brilliant Flowers Vol.6 〜カウントダウンパーティー★〜
- CERASUS Brilliant Flowers Vol.7 〜ブリフラ777〜
- CERASUS Brilliant Flowers Vol.8 〜初出撃!銀座BENOAに華が舞う〜
- CERASUS Brilliant Flowers Vol.9 〜アッツイ夏の大感謝祭！〜
- CERASUS Brilliant Flowers Vol.10 〜HAPPY MERO♪MERO♪ HALLOWEEN!!〜
- CERASUS Brilliant Flowers Vol.11 〜心はひとつ！NEVER GIVE UP JAPAN〜
- CERASUS Brilliant Flowers Vol.12 〜百花繚乱！TANABATA The Star Festival〜
- CERASUS Brilliant Flowers Vol.13 〜はじまるよ☆WINTER&NEW FACES〜
- CERASUS Brilliant Flowers Vol.14 〜ワクテカ☆ドラゴンフェスティバル〜
- CERASUS Brilliant Flowers Vol.15 〜決戦！大東京GINZA-CITY〜
- CERASUS Brilliant Flowers Vol.16 〜MEMORIAL MUSIC BOX 1990-99〜
- CERASUS Brilliant Flowers Vol.17 〜HAPPY DING DONG☆クリスマス〜
- CERASUS Brilliant Flowers Vol.18 〜新宿ロフト☆ワンコインワンマンライブ〜
- CERASUS Brilliant Flowers Vol.19 〜カワイイパーク出張版〜
- CERASUS Brilliant Flowers Vol.20 〜勤労感謝で倍返しだ！〜
- CERASUS Brilliant Flowers Vol.21 〜セラサス春のうた祭り〜
- CERASUS Brilliant Flowers Vol.22 〜HAPPY SUMMER CARNIVAL!〜
- CERASUS Brilliant Flowers Vol.23 〜ライブだけどハロウィンだからコスプレだよパーティーだよ！〜
- CERASUS Brilliant Flowers Vol.24 〜GOLDEN WEEK FULL MEMBER SPECIAL〜
- CERASUS Brilliant Flowers Vol.25 〜NEXT SEASON FULL MEMBER SPECIAL〜
- CERASUS Brilliant Flowers増刊号 〜特別付録♡咲乃奈緒生誕祭〜
- CERASUS Brilliant Flowers Vol.26 〜AKIBA HAPPY SPRING SPECIAL〜
- CERASUS Brilliant Flowers Vol.27 〜夏のはじめのハーモニーSPECIAL〜

### イベント
- テレビ埼玉 ヤンカラ塾 トップ賞** 審査員特別賞受賞
- 富士の国音楽祭1998 全国大会出場 優勝
- 富士の国音楽祭1999 全国大会ゲスト出演
- マクセル クラブワンダーオーディション 本選出場
- スカイパーフェクTV! G-WAVE Factory SELECTION LIVE 2000 出演
- ライブ『GOODMAN』『JEAN GENIE』『7th AVENUE』
- 「パセラボカウントダウン年忘れ大感謝祭「TDS 2007⇒2008」
- 「パセラボカウントダウン年忘れ大感謝祭「TDS 2008⇒2009」
- 「パセラボTVプレゼンツ 年忘れ大感謝祭 2009-2010 アニソンカウントダウンBEST100」
- 「パセラボTVプレゼンツ 年忘れ大感謝祭 2010-2011 アニソンカウントダウンBEST100」
- 「パセラボTVプレゼンツ 年忘れ大感謝祭 2011-2012 アニソンカウントダウンBEST100」
- ヨコハマカワイイパーク2013
- 横濱キャンドルカフェ2013
- ヨコハマカワイイパーク2014
- 横濱キャンドルカフェ2014
- ヨコハマカワイイパーク2015
- 横濱キャンドルカフェ2015
- ヨコハマカワイイパーク2016
- 横濱キャンドルカフェ2016
- ヨコハマカワイイパーク2017
- 横濱キャンドルカフェ2017
- ヨコハマカワイイパーク2018
- 横濱キャンドルカフェ2018
- ヨコハマカワイイパーク2019
- 横濱キャンドルカフェ2019